# Ponte Kaiserjäger
Il Ponte Kaiserjäger è un ponte strallato che collega Trento Nord a Rocchetta nel tratto Lavis-Zambana Vecchia.

## Descrizione

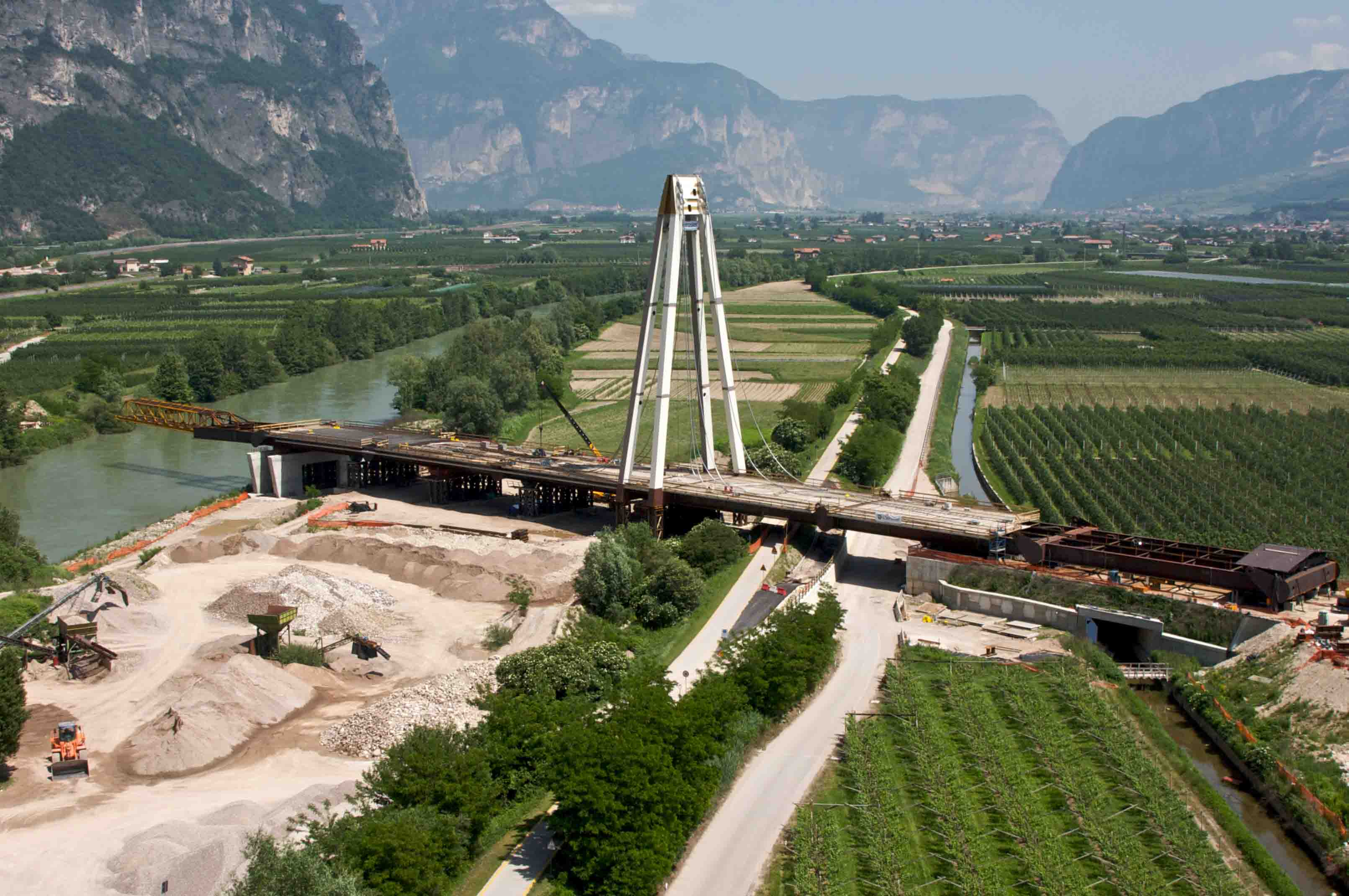
Il ponte in costruzione

L'opera è lunga 260m con due campate uguali e scavalca il fiume Adige a nord di Trento, con tracciato planimetrico che forma un angolo di circa 55° tra asse stradale e corso del fiume, con antenna, di altezza pari a 58,50 m, disposta al margine della zona golenale.
Il ponte è al servizio di una strada (strada provinciale 235 dell'Interporto) con piattaforma tipo C1 secondo le attuali norme sulla geometria stradale, avendo per ogni senso di marcia una corsia da 3,75 m, banchina laterale da 1,50 m e marciapiede da 2,00 m, per una larghezza totale d'impalcato di 16,10 m.
In ogni campata l'impalcato è sostenuto da tre coppie di stralli, disposte ad interasse di 30 m a partire dall’asse dell'antenna; in questo modo tra l'ultimo strallo e la spalla vi è una campata da 40 m.